# Miguel Azcárate
Miguel Azcárate Iceta (Añorga, Guipúzcoa, 19 de octubre de 1938 - 16 de marzo de 2019) fue un futbolista español que se desempeñaba como delantero.

## Clubes
| Club          | País   | Año         |
| ------------- | ------ | ----------- |
| Real Sociedad | España | 1959 - 1963 |
| Burgos CF     | España | 1963 - 1964 |
| Real Betis    | España | 1964 - 1970 |